# Vaglio Basilicata
Vaglio Basilicata (fins al 1863 conegut com a Vaglio, desprès fins al 1933 com Vaglio di Basilicata, i finalment fins al 1955 com Vaglio Lucano) és un municipi italià, situat a la regió de Basilicata i a la província de Potenza. Ocupa una superfície de 43,36 quilòmetre quadrat i tenia 1,873 habitants a l'1 gener 2023.

## Demografia
| 1r gener 2017 | 1r gener 2018 | 1r gener 2023 |
| 2.017         | 1.994         | 1.873         |

## Administració
| Dates mandat | Nom de l'alcalde/ssa | Causa finalització |
| ------------ | -------------------- | ------------------ |